# ショートパンツ

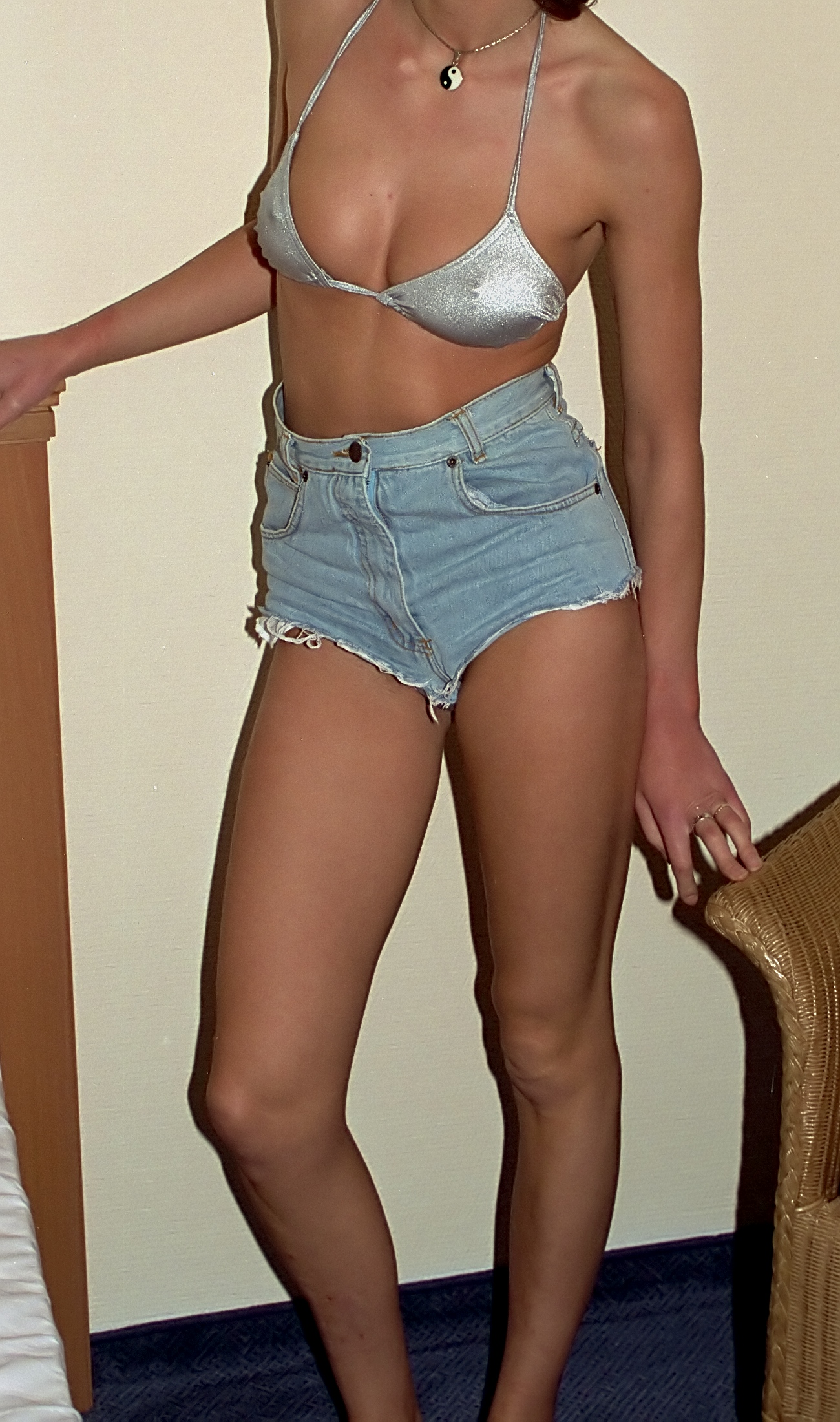
デニムのショートパンツ（ホットパンツ）

ショートパンツ（英: short pants）とは、ズボンの裾丈による分類の一つ。口語では短パンの呼称も多く使われる。
主に夏用の衣服ではあるが、冬用の厚手のものもあり、タイツやストッキングの上から着用する着方も見られる。

## 丈の定義
ショートパンツは、ロングパンツ（長ズボン）に対して短いもの、との意味合いを持つ。裾の長さとしては、おおむねホットパンツからハーフパンツの中間に当たる丈の物を指す語であるが、製造メーカー・販売店・消費者またはメディアなどによってその定義はあいまいである。
ホットパンツの丈のものをショートパンツと呼ぶことも度々ある。

## 用途
TPOに合わせて多種多様なものが存在するが、夏季用の衣服として用いられる場合が多い。動きやすさを活かして、子供服や体操着などのスポーツウェアなどに用いられる。

## 長さによる分類の例
それぞれの裾丈には厳密な定義がないため、以下はおおよその目安である。
- ホットパンツ - 0-1分丈、裾がほとんどない極端に短いもの[1]。おもに女性用。
- 半ズボン - 5分丈未満、裾が膝より短く、おもに男児用の子供服を指す。
- ショートパンツ - おおむね1-3分丈のものを指す。
- クォーターパンツ - 2-3分丈程度。クォーター=1/4→2.5分丈。
- ハーフパンツ - 4-6分丈程度。スリークォーターパンツより短く、クォーターパンツより長い、中間的なものの総称。
- カプリパンツ・クロップドパンツ・スリークォーターパンツ - 7-8分丈[2]、おもに女性用。厳密には長さによる分類ではなく特定の形態を指すが、「カプリ丈」・「クロップド丈」などとして使用される場合もある。スリークォーター=3/4→7.5分丈。
- 長ズボン - 10分丈、踝の下までの裾丈[2]。基本的には脚をすべて覆って肌が露出しないもの指す。